# ゲイラン
座標: 北緯1度19分14.2秒 東経103度53分12.9秒 / 北緯1.320611度 東経103.886917度

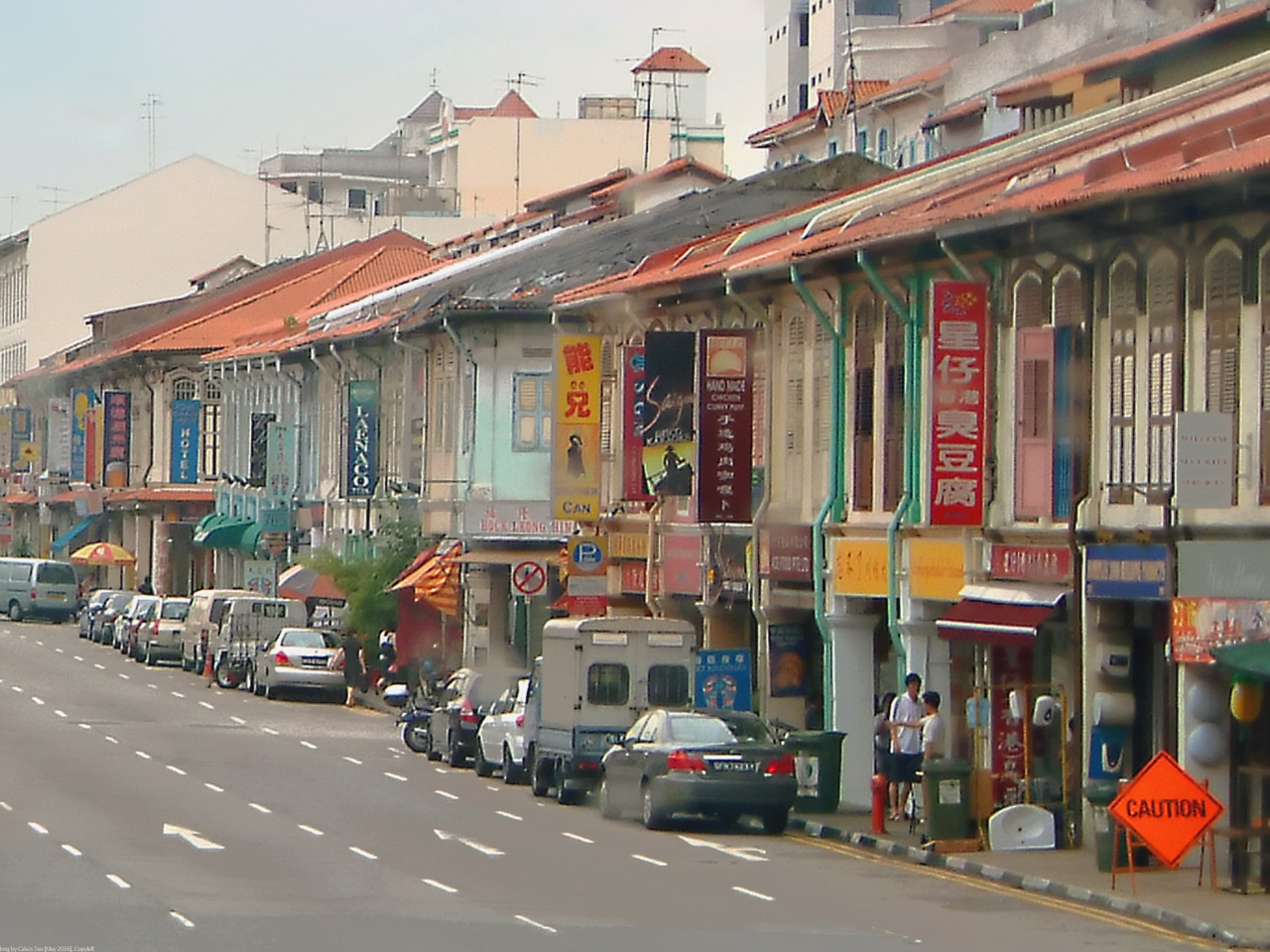
ゲイラン地区の通り

ゲイランは、シンガポールの中心部からやや東にある地区の名前。シンガポール川の東に位置しており、シンガポール政府公認の売春地区である。

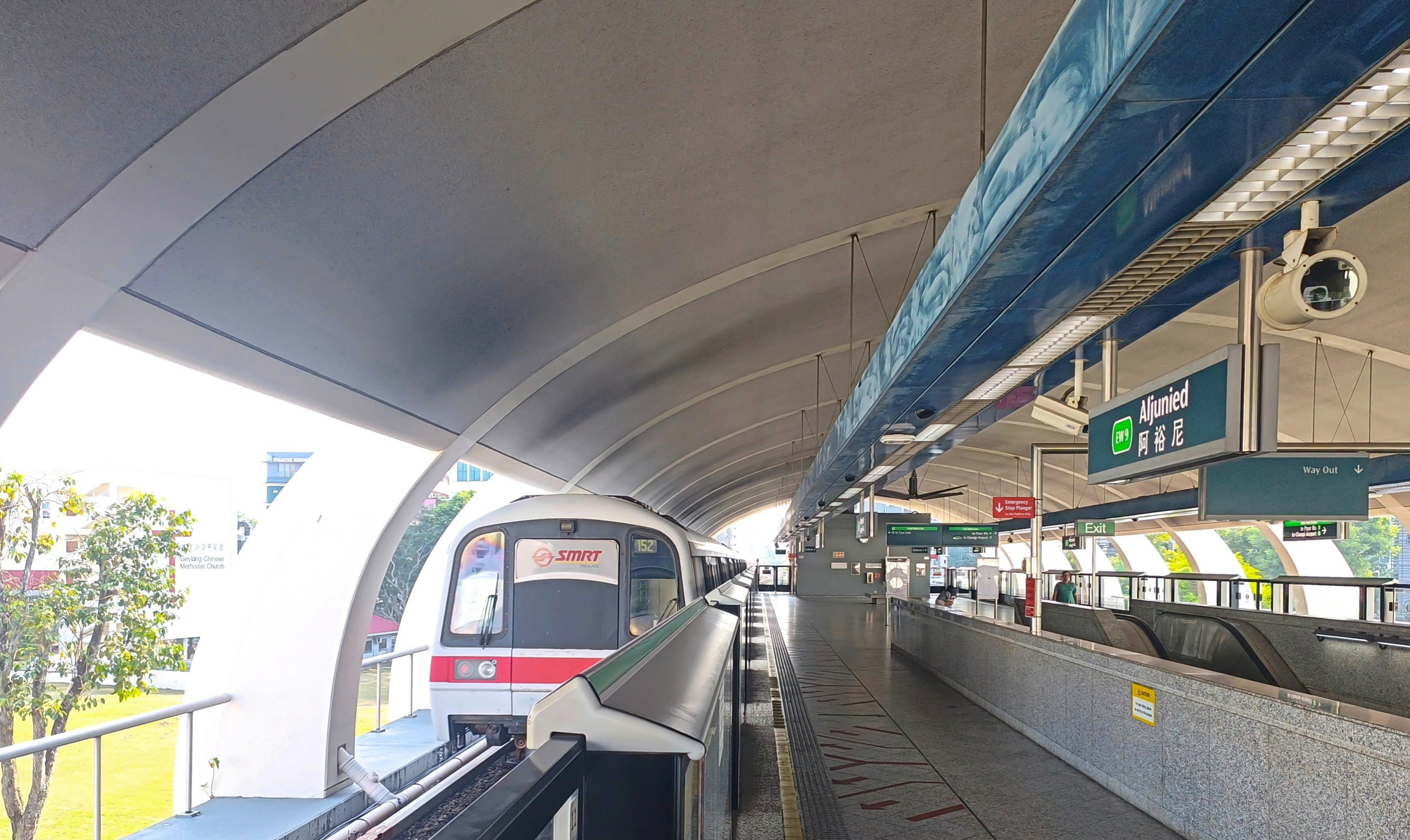
アルジュニード駅

## 概要
ゲイラン地区は2010年代に至っても都市再開発がなされず、1960年代 - 1970年代の古い町並みが残されており、ジェントリフィケーションの影響もあまり見られない。昔ながらの歓楽街であり、カラオケ、安宿街、安くて美味い不衛生な食堂、外国人労働者居住地区などが集まる。政府観光局が注力するゴミひとつ落ちていない都心部とはまったく違った、東南アジアらしい風情を味わえる街である。
風俗産業が公娼として合法化されている地区であり、主に中国、タイ、ベトナムなど、近隣の他国から出稼者が従事している。数百の合法、非合法の売春宿が軒を連ねている。合法の売春宿は家番号が大きく鮮やかな赤色で書かれており、見分けが付くようになっている。14時から翌3時頃まで営業している。
治安が良いイメージのシンガポールにおいて、リトル・インディアと並び、ゲイラン地区の治安は良くない。堂々と路上賭博が行われているロロン（小道）もあり、格安ホテルにつられて女性が一人で観光、宿泊するのは危険とされる。

## 交通
- 最寄り駅はMRT東西線のアルジュニード駅

## スポーツ
サッカーシンガポールプレミアリーグにおいて、ゲイランの名を冠したゲイラン・インターナショナルFCがある。但しホームはゲイラン地区に隣接するベドック地区のベドック・スタジアムである。エプソン・シンガポールが2016年からスポンサー契約を行っている。

## 書目
- Peter K G Dunlop (2000), Street Names of Singapore, Who's Who Publishing, Singapore, ISBN 981-4062-11-1
- Victor R Savage, Brenda S A Yeoh (2003), Toponymics – A Study of Singapore Street Names, Eastern Universities Press, ISBN 981-210-205-1